# Emilio Zeballos
Emilio Enrique Zeballos Gutiérrez (Montevideo, 5 de agosto de 1992) es un exfutbolista uruguayo que jugaba de lateral derecho.

## Trayectoria
Emilio realizó las divisiones juveniles en Defensor Sporting. En el año 2012 fue parte del plantel que jugó la Copa Libertadores Sub-20, fue titular en todos los partidos, llegaron a la final pero fueron derrotados 0-1 por River Plate.
Fue ascendido al primer equipo tras la Libertadores juvenil, por el entrenador Tabaré Silva. Debutó como profesional el 25 de agosto de 2012 en el Estadio Luis Franzini, jugó como titular contra Nacional y empataron 2-2. El 14 de octubre anotó su primer gol oficial, fue contra Racing y gracias a su tanto ganaron 1-0. Quedaron en segundo lugar en el Torneo Apertura, detrás de Peñarol.
A nivel internacional, debutó el 24 de enero de 2013 contra Olimpia en la primera fase de la Copa Libertadores y empataron 0 a 0. En el partido de vuelta perdieron 2-0 y no lograron clasificar a la fase de grupos.
En el plano local, finalizaron el Torneo Clausura en primer lugar, esta vez los carboneros quedaron en el segundo puesto. Se forzó una final entre Peñarol y Defensor para determinar el campeón de Uruguay, se jugó el 4 de junio de 2013 en el Estadio Centenario, pero perdieron 3-1 con un triplete de Antonio Pacheco.
Zeballos finalizó su primera temporada profesional con 32 partidos jugados, los 90 minutos de cada uno, sobre los 33 que Defensor Sporting disputó.
La temporada 2013-14 fue más irregular para Emilio, ya que si bien cada partido que disputó los jugó completos los 90 minutos, estuvo presente en 24 de los 42 encuentros que tuvo el club, alternó el puesto con Pablo Pintos y Ramón Arias. Lograron el tercer puesto en la Copa Libertadores 2014, competición en la cual anotó su primer gol internacional el 21 de marzo contra Cruzeiro en Brasil. A nivel local no convirtió goles, Defensor finalizó el Torneo Apertura en duodécimo lugar y el Clausura en novena posición.
Comenzó el Torneo Apertura 2014 sin ser convocado, donde empataron 0 a 0 contra Nacional en la primera fecha, ya para la fecha siguiente, jugó como titular. Finalizaron la competición en sexto lugar, estuvo en 10 de los 15 partidos. Para el Torneo Clausura 2015 fue titular indiscutido, ya que disputó los 15 encuentros correspondientes los 90 minutos cada uno, anotó un gol en la goleada 6-2 sobre Rentistas, culminaron en cuarto lugar. En la tabla anual, quedaron el quinto puesto por lo que clasificaron a la Copa Sudamericana 2015.
Jugó su partido número 100 con Defensor el 20 de noviembre de 2015, se enfrentó a El Tanque Sisley, jugó los 90 minutos y empataron 2-2.
El 6 de enero de 2017, firmó contrato con Chapecoense, fue cedido préstamo por un año y comenzó la pretemporada el mismo día en Brasil. Jugó la Copa Sudamericana 2017 donde llegó a octavos de final, siendo eliminados por Flamengo.
Rescindió contrato con Defensor Sporting en julio de 2018 y se fue a Progreso en busca de minutos. En su primera temporada se afianzó en el puesto y jugó 13 partidos, al siguiente año mantuvo su titularidad pero por lesión no pudo jugar tanto, participó en 17 oportunidades y anotó 2 goles.
A finales de 2019, se anunció su regreso a Defensor, tras buen pasaje por Progreso.
En 2021 fue adquirido por Plaza Colonia, club en el que se destacó en 25 partidos jugados con 4 goles y 3 asistencias, ganaron el Torneo Apertura, lo que significó el segundo título en la historia del club. Tras 3 temporadas y 45 encuentros con el patablanca, dejó el fútbol profesional.

## Estadísticas
| Club                           | Div.          | Temporada     | Liga  | Liga  | Liga   | Estatal | Estatal | Estatal | Copas nacionales | Copas nacionales | Copas nacionales | Copas internacionales | Copas internacionales | Copas internacionales | Total | Total | Total  |
| Club                           | Div.          | Temporada     | Part. | Goles | Asist. | Part.   | Goles   | Asist.  | Part.            | Goles            | Asist.           | Part.                 | Goles                 | Asist.                | Part. | Goles | Asist. |
| ------------------------------ | ------------- | ------------- | ----- | ----- | ------ | ------- | ------- | ------- | ---------------- | ---------------- | ---------------- | --------------------- | --------------------- | --------------------- | ----- | ----- | ------ |
| Defensor Sporting C. · Uruguay | 1.ª           | 2012-13       | 30    | 2     | 2      | —       | —       | —       | —                | —                | —                | 2                     | 0                     | 0                     | 32    | 2     | 2      |
| Defensor Sporting C. · Uruguay | 1.ª           | 2013-14       | 16    | 0     | 1      | —       | —       | —       | —                | —                | —                | 8                     | 1                     | 0                     | 24    | 1     | 1      |
| Defensor Sporting C. · Uruguay | 1.ª           | 2014-15       | 25    | 1     | 1      | —       | —       | —       | —                | —                | —                | 8                     | 0                     | 1                     | 33    | 1     | 2      |
| Defensor Sporting C. · Uruguay | 1.ª           | 2015-16       | 24    | 0     | 3      | —       | —       | —       | —                | —                | —                | —                     | —                     | —                     | 24    | 0     | 3      |
| Defensor Sporting C. · Uruguay | 1.ª           | 2016          | 10    | 0     | 1      | —       | —       | —       | —                | —                | —                | —                     | —                     | —                     | 10    | 0     | 1      |
| Defensor Sporting C. · Uruguay | 1.ª           | 2018          | 3     | 0     | 0      | —       | —       | —       | —                | —                | —                | -                     | -                     | -                     | 3     | 0     | 0      |
| Defensor Sporting C. · Uruguay | Subtotal club | Subtotal club | 108   | 3     | 8      | 0       | 0       | 0       | 0                | 0                | 0                | 18                    | 1                     | 1                     | 126   | 4     | 9      |
| A. Chapecoense F. · Brasil     | 1.ª           | 2017          | 0     | 0     | 0      | 4       | 0       | 0       | -                | -                | -                | -                     | -                     | -                     | 4     | 0     | 0      |
| A. Chapecoense F. · Brasil     | Total club    | Total club    | 0     | 0     | 0      | 4       | 0       | 0       | 0                | 0                | 0                | 0                     | 0                     | 0                     | 4     | 0     | 0      |
| C. A. Progreso · Uruguay       | 1.ª           | 2018          | 13    | 0     | 0      | —       | —       | —       | —                | —                | —                | —                     | —                     | —                     | 13    | 0     | 0      |
| C. A. Progreso · Uruguay       | 1.ª           | 2019          | 17    | 2     | 0      | —       | —       | —       | —                | —                | —                | —                     | —                     | —                     | 17    | 2     | 0      |
| C. A. Progreso · Uruguay       | Total club    | Total club    | 30    | 2     | 0      | 0       | 0       | 0       | 0                | 0                | 0                | 0                     | 0                     | 0                     | 30    | 2     | 0      |
| Defensor Sporting C. · Uruguay | 1.ª           | 2020          | 20    | 0     | 0      | —       | —       | —       | —                | —                | —                | —                     | —                     | —                     | 20    | 0     | 0      |
| Defensor Sporting C. · Uruguay | Total club    | Total club    | 128   | 3     | 8      | 0       | 0       | 0       | 0                | 0                | 0                | 18                    | 1                     | 1                     | 146   | 4     | 9      |
| C. Plaza Colonia D. · Uruguay  | 1.ª           | 2021          | 25    | 4     | 3      | —       | —       | —       | —                | —                | —                | —                     | —                     | —                     | 25    | 4     | 3      |
| C. Plaza Colonia D. · Uruguay  | 1.ª           | 2022          | 10    | 0     | 0      | —       | —       | —       | 1                | 0                | 0                | 1                     | 0                     | 0                     | 0     | 0     | 0      |
| C. Plaza Colonia D. · Uruguay  | 1.ª           | 2023          | 8     | 0     | 0      | —       | —       | —       | -                | -                | -                | —                     | —                     | —                     | 8     | 0     | 0      |
| C. Plaza Colonia D. · Uruguay  | Total club    | Total club    | 43    | 4     | 3      | 0       | 0       | 0       | 1                | 0                | 0                | 1                     | 0                     | 0                     | 45    | 4     | 3      |
| Total carrera                  | Total carrera | Total carrera | 201   | 9     | 11     | 4       | 0       | 0       | 1                | 0                | 0                | 19                    | 1                     | 1                     | 225   | 10    | 12     |
| 1. 2. 3.                       |               |               |       |       |        |         |         |         |                  |                  |                  |                       |                       |                       |       |       |        |

## Palmarés

### Títulos nacionales
| Título          | Club                   | País    | Año  |
| --------------- | ---------------------- | ------- | ---- |
| Torneo Clausura | Defensor Sporting C.   | Uruguay | 2013 |
| Torneo Apertura | C. Plaza Colonia de D. | Uruguay | 2021 |

### Títulos regionales
| Título                 | Club              | País   | Año  |
| ---------------------- | ----------------- | ------ | ---- |
| Campeonato Catarinense | A. Chapecoense F. | Brasil | 2017 |